# Krimml
Krimml è un comune austriaco di 833 abitanti nel distretto di Zell am See, nel Salisburghese.
È l'unico comune del Salisburghese a confinare con l'Italia, col comune di Predoi.
Nel 1939 stato soppresso ad accorpato a Wald im Pinzgau per costituire il nuovo comune di Krimml-Wald, disciolto nel 1945 quando i due comuni riacquistarono l'autonomia amministrativa.

## Geografia fisica
Krimml sorge all'estremità occidentale del Salisburghese, a valle del Gerlospass. Tra i confini comunali Krimml conta anche quello con il comune italiano di Predoi (provincia di Bolzano), il quale rappresenta l'unico confine diretto del Salisburghese con l'Italia. Il confine passa attraverso la Forcella del Picco.
La sorgente del fiume Salzach si trova a nord di Krimml, a un'altitudine di 2 300 m sul livello del mare.

## Monumenti e luoghi d'interesse

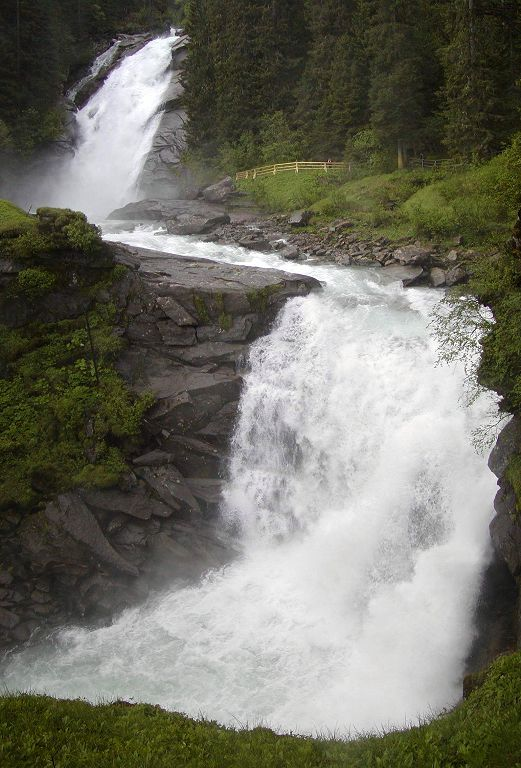
Le cascate di Krimml

Le cascate di Krimml (Krimmler Wasserfälle) sono tra le più alte cascate d'Europa e coprono, attraverso tre salti consecutivi, un dislivello di circa 380 metri. Un sentiero permette di risalire tutti tre i salti, arrivando sino in cima.

## Geografia antropica

### Suddivisioni amministrative
Il territorio comunale coincide con l'unico comune catastale (Krimml) e conta 3 località (tra parentesi la popolazione al 31 ottobre 2011): Hochkrimml (16), Oberkrimml (542) e Unterkrimml (276).